# A-310 (Rusland)
De A-310 is een federale autoweg in het zuiden van Rusland. De weg loopt van Jekaterinenburg via Tsjeljabinsk naar de Kazachse grens. Tot 2011 heette de weg M-36. Deze M-36 liep ten tijde van de Sovjet-Unie nog verder via Astana naar Alma-Ata. De A-310 is 368 kilometer lang. Gedeeltes zijn autosnelweg, een van de weinige ten oosten van de Oeral.
De weg begint in Jekaterinenburg als een enkelstrooks hoofdweg, maar verbreedt zich buiten de stad al snel tot een autosnelweg met 2x2 rijstroken. Alle aansluitingen zijn ongelijkvloers, en het snelweggedeelte loopt over een lengte van 74 kilometer tot Tjubuk. Even voor Tsjeljabinsk verbreedt de weg zich weer naar een snelweg met 2x2 rijstroken. Rond de stad ligt een ringweg van 160 kilometer lang. Na Tsjeljabinsk versmalt de weg weer naar één rijstrook per richting, en bij Troitsk steekt met de grens met Kazachstan over.
De A-310 is onderdeel van de E123.